# Radnička fronta
Radnička fronta (RF) politička je stranka krajnje ljevice osnovana 20. ožujka 2015. u Zagrebu. Neformalno djeluje od 2014. kao politička inicijativa radnika, aktivista, sindikalista, nezaposlenih i studenata u Hrvatskoj. Pokušava izgraditi "široku antikapitalističku frontu posvećenu korjenitoj promjeni političkih i ekonomskih odnosa u korist svih potlačenih i onih koji žive od svojega rada."
Teži stvoriti široku "progresivnu" platformu koristeći aktivnosti političke stranke poput političkih demonstracija, dokumentiranja radničkih pitanja, te borbe unutar struktura vlasti. U središtu misije nalazi se pružanje kritike kapitalističkog sustava, te u suradnji s drugim strankama i platformama sličnog svjetonazora, provođenje korjenitih reformi sustava u korist većine.
Lokalni i regionalni mediji uspoređuju Radničku frontu sa španjolskom strankom Podemos i grčkom inicijativom SYRIZA.
Inicijativa je osnovana u svibnju 2014. godine.

## Povijest
Nakon objave intervjua s troje članova RF-a u Indexu 3. prosinca 2014., RF se počinje značajnije medijski eksponirati. Na primjer, već 9. prosinca 2014., pojavljuje se kao jedna od tema u emisiji Piramida na Hrvatskoj radioteleviziji, da bi ubrzo nakon toga RF bio tema i u emisiji Peti dan. U emisiji Nedjeljom u dva, hrvatski povjesničar Dragan Markovina nazvao je Radničku frontu jedinom lijevom opcijom u Hrvatskoj, za razliku od SDP-a, koji se voli prikazivati kao ljevica, a koji je po Markovininom mišljenu izgubio sav doticaj s lijevim idejama i prešao u politički centar. Pojava Radničke fronte ocijenjena je kao osvježenje na hrvatskoj političkoj sceni te kao stvaranje ljevice koja na toj sceni do tad praktički nije ni postojala. Uz medijsko eksponiranje na državnoj televiziji, uslijedili su i članci u novinama Novi list i Slobodna Dalmacija, intervju s članom Radničke fronte u Novostima te na portalu Lupiga.
U listopadu 2015., došlo je do znatnog raskola u članstvu Radničke fronte zbog sukoba dviju frakcija; jedna je bila grupacija članova koji su zahtijevali jasnije definirano uređenje stranke, a druga usprotivljena skupina članova okupljenih oko Mate Kapovića koja je ujedno i pobijedila. Veliki dio članstva nije bio pristran niti jednoj frakciji. Nakon skupštinskog glasanja, članovi suprotstavljeni Kapovićevoj struji su ili protjerani ili su samovoljno izašli iz stranke.
Na izborima za Sabor 2015. stranka je izašla na izbore u I., VI. i VIII. izbornoj jednici, no nije prošla izborni prag ni u jednoj. 
Početkom 2016., Radnička fronta je na Markovu trgu organizirala Veliki prosvjed "Izdajnika"na kojem se okupilo preko tisuću prosvjednika, tražena je ostavka cjelokupne Vlade a jasno se aludiralo i na ekstremni nacionalizam i anti-antifašizam. Na jednom od transparenata organizatora prosvjeda je pisalo: 'IZDAJA je kad handžar divizija vodi kulturu' aludirajući na ministra kulture Zlatka Hasanbegovića
Ožujkom, 2017. godine, Radnička je fronta najavila koaliciju s Novom ljevicom na nadolazećim lokalnim izborima u Splitu i Zagrebu. Tokom Zagrebačkih lokalnih izbora, Radnička je fronta izašla u koaliciji sa Zagreb je NAŠ!, Novom ljevicom, ORaH-om i Za grad koja je osvojila 7,64 % glasova i 4 sjedala u Zagrebačkoj gradskoj skupštini, jedno od kojih pripada Radničkoj fronti, čiji mandat pripada Mate Kapoviću. U Splitu je koalicija Radničke fronte i Nove ljevice osvojila 4.36% glasova, te time nije uspjela ući u gradsku skupštinu.
Dana 7. svibnja 2018. je na inicijativu rotacijske zastupnice Katarine Peović uspješno u Gradskoj skupštini Grada Zagreba izglasan prijedlog Radničke fronte (pa time i Lijevog bloka) da Grad radnicima tvrtki Kamensko i Dioki pomogne tako što će otkupiti dio radničkih potraživanja u onom iznosu u kojem su te tvrtke u stečaju Gradu platile komunalnu naknadu. Naknadno je gradonačelnik Milan Bandić, strogo usprotivljen otkupu radničkih potraživanja, sazvao izvanrednu sjednicu kako bi se opovrgnuo prijedlog.
U svibnju 2018. članovi RF-a su zajedno s austrijskim građanima prosvjedovali protiv komemoracije na Bleiburgu koristeći pritom transparent na kojem je pisalo "Ustaše i četnici zajedno ste bježali", referirajući se na suradnju ustaša i četnika u borbi protiv Narodnooslobodilačkog pokreta otpora.
Dana 8. rujna 2018., Radnička fronta potpisuje deklaraciju zajedničke suradnje s Novom ljevicom, ORaH-om i Socijalističkom radničkom partijom u Šibeniku. Šibenska deklaracija drži kritike raznih aspekta Hrvatske države, pa tako i općenito kapitalističkog ekonomskog sustava, oko kojih se sve potpisnice slažu. No, Radnička je fronta uključila u deklaraciju članak koji je samo ona potpisala, pošto su ga ostale stranke vidjele kao neprihvatljivim za svoje programe.
Članak Šibenske deklaracije koji je potpisala isključivo Radnička fronta:
Ta politika podrazumijeva re-industrijalizaciju u interesu većine, osiguravanje radnih mjesta, poticanje industrijske politike koja pokreće i povezuje različite industrijske grane, monetarnu, tečajnu i fiskalnu politiku u funkciji industrije, uvođenje radničke participacije i samoupravljanja u privredne subjekte bez obzira na njihovo vlasništvo.
Rotacijska zastupnica Miljenka Ćurković, također članica Udruge blokiranih, 13. rujna 2018. na 16. sjednici Gradske skupštine Grada Zagreba postavlja pitanje gradonačelniku Zagreba, Milanu Bandiću, i upravi Zagrebačkog Holdinga vezano za otpise dugova blokiranima za režije Holdingu.
Dana 21. siječnja 2019. Radnička fronta, na presici za medije i javnost, najavljuje kandidaturu svoje članice, Katarine Peović, za predsjedničke izbore u Hrvatskoj.
Također predstavljaju program za demokratski socijalizam 21. stoljeća.
U svibnju 2020. Radnička fronta izlazi na parlamentalne izbore u koaliciji sa zeleno-lijevim opcijama Možemo!, Zagreb je NAŠ!, Nova ljevica, ORaH i Za grad pod nazivom "Zeleno-lijeva koalicija." Podupreni relativnim uspjehom kampanje za demokratski socijalizam 21. stoljeća među glasačima, vodstvo stranke nastavlja s tom kampanjom i na parlamentarne izbore.
U lipnju 2020., kandidatkinja Radničke fronte Ljiljana Nikolovska u VIII. izbornoj jedinici dalje precizira definiciju demokratskog socijalizma tokom kampanje u intervjuu za portal Glas Istre:
Dana 1. srpnja 2020. jedan od osnivača platforme Možemo!, koalicijskih partnera RF-a u parlamentarnim izborima, kritizira odluku suradnje zbog kontroverzne objave Katarine Peović (kandidatkinje Radničke fronte za Sabor u VIII. izbornoj jedinici). Ovaj događaj povlači medijsku pozornost na izjavu RF-ove kandidatkinje koja u intervjuu za Večernji list zaključuje kako bi trebalo preraspodijeliti svu ušteđevinu na bankovnim računima koji prelaze 700 000 kuna, a kojih je u Hrvatskoj 51 000. Koalicijski partneri Radničke fronte distanciraju se od izjave suosnivača platforme, tvrdeći da "ima članova koji misle drugačije, ali to nije stav većine," te da ovaj incident neće utjecati na koheziju koalicije koja je izgrađena voljom većine članova tih stranka.
U srpnju 2020. Radnička fronta, kao članica zeleno-lijeve koalicije grupirane oko platforme Možemo!, na Parlamentarnim izborima dobiva jedno mjesto u Saboru. Mandat je dobiven u VIII. izbornoj jedinici, čije je liste nositeljica Katarina Peović.
Na lokalnim izborima 2021. Radnička fronta nije dobila potreban broj glasova da bi zadržala mjesto u Gradskoj skupštini Grada Zagreba, ali je podržala Tomislava Tomaševića u izborima za gradonačelnika.

## Gradske skupštine

### Gradska skupština Grada Zagreba
Radnička fronta podržava princip rotacije zastupnika tokom mandata u Gradskoj skupštini Grada Zagreba, te je odredila da će svaki rotacijski mandat trajati pola godine.
Navodi da tako izbjegava foteljičarenje, tj. korupciju, te da su kraći mandati dio pravednijeg demokratskog procesa.
- Prvi rotacijski mandat u Gradskoj skupštini je obnašao Mate Kapović, od srpnja 2017. do siječnja 2018.
- Drugi rotacijski mandat u Gradskoj skupštini je obnašala Katarina Peović, od siječnja 2018. do rujna 2018.
- Treći rotacijski mandat u Gradskoj skupštini je obnašala Miljenka Ćurković, od rujna 2018., a završio je u lipnju 2019.
- Četvrti rotacijski mandat u Gradskoj skupštini je obnašao Zlatko Nikolić, od lipnja 2019., a završio je u lipnju 2021.

Na lokalnim izborima 2021. Radnička fronta nije osvojila potreban broj glasova za zastupnika u Gradskoj skupštini Grada Zagreba.

### Gradska skupština Grada Požege
Član Radničke fronte, Renato Adžić, obnašao je dužnost zamjenika vijećnika Gradske skupštine Grada Požege Dražena Pekčeca, nezavisnog nositelja kandidacijske liste na lokalnim izborima 2017. godine, od veljače 2020. do sljedećih lokalnih izbora 2021. godine.

## Vanjske poveznice
- službena stranica
- stranica na Facebooku